# Клавінет

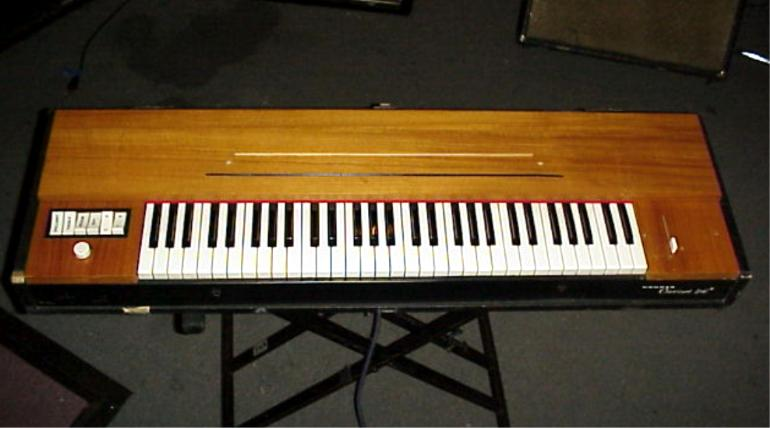
Клавінет D6 — модель, розроблена 1971 року, що принесла популярність інструменту

Клавіне́т (англ. Clavinet) — електромузичний інструмент, що був розроблений компанією Hohner і увійшов у музичну практику в 1970-ті роки. За своєю конструкцією клавінет являє собою електрифікований клавікорд — інструмент має клавіатуру по типу фортепіанної, натискання клавіш призводить до ударів молоточків по струнах, у безпосередній близькості до яких знаходяться електронні датчики, які
індукують коливання металевих струн в електричний струм, що передається до підсилювача й обробляється — приблизно за тим же принципом, як і в електрогітарі.
Звук клавінета — яскравий, гострий, відривчастий. Клавіатура інструменту динамічна, особлива конструкція молоточкового механізму дозволяє навіть досягати ефекту звуковисотного вібрато.
Серед перших прикладів використання клавінету в популярній музиці — пісня «Superstition» Стіві Вандера. В 1970-х клавінет був популярним інструментом музики диско. У 1980-х із ростом популярності електронних інструментів, інструмент був забутий, проте в кінці 1990-х з новою хвилею популярності диско (зокрема виходом пісні Шер «Believe»), інструмент знову завоював популярність серед музикантів.